# Cracker (Computersicherheit)
Cracker (vom englischen crack für „knacken“ oder „[ein]brechen“) umgehen oder brechen Zugriffsbarrieren von Computersystemen und Rechnernetzen.
Das umschließt im Allgemeinen Scriptkiddies und Hacker, die ihre Aktivitäten betont auf die Umgehung von Sicherheitsmechanismen legen (siehe Abgrenzungen). Im Speziellen umschließt das Wort Programmierexperten, die Schutzmechanismen einer Software durch Cracking aushebeln (von der widerrechtlichen Manipulation von Software, beispielsweise als Teil der Warez-Szene, bis hin zu einer legalen Crackerszene begeisterter Programmierer, die mithilfe von CrackMe-Wettbewerben einen Sport auf geistiger Ebene praktizieren).

## Abgrenzungen
Darüber hinaus ist die Abgrenzung des Crackerbegriffs nicht einheitlich, weshalb seine Bedeutung stark vom jeweiligen Kontext abhängig ist:
- Das Jargon File verdeutlicht das Selbstverständnis der „akademischen Hackerkultur“, eine Bezeichnung, die auf das ursprünglich akademische Umfeld (wie MIT, Stanford, Berkeley und Carnegie Mellon) jener Subkultur seit den 1960er-Jahren schließen lässt. Das bedeutet aber nicht, dass Hacken damals eine akademische Studienrichtung gewesen sei. Als Reaktion auf schlechte Presse will das Jargon File seit 1990 sämtliche Hacker, die ihre Aktivitäten betont auf die Umgehung von Sicherheitsmechanismen legen, „ungeachtet ihrer Motivation“ nicht als Hacker, sondern als Cracker betitelt sehen.[1]

- Die „Computersicherheitshackerkultur“ ordnet hingegen lediglich die dunkler gefärbten Richtungen (Personen aus ihrer Kategorie der Black-Hat-Hacker) und Scriptkiddies als Cracker ein.[3]

In der journalistischen und politischen Öffentlichkeit werden diese Ausdrücke gewöhnlich nicht unterschieden. Daneben gibt es auch Hacker, die eine moralische Abgrenzung aus Ermangelung einer klaren Trennlinie zwischen „gut“ und „böse“ ablehnen.
Neben diesem Gebrauch gibt es eine weitere Verwendung, in der speziell jemand als (Software-)Cracker betitelt wird, der sich darauf versteht, Schutzmechanismen einer Software auszuhebeln. Kulturübergreifend gilt dies ungeachtet von dessen Motivation, also auch dann, wenn das Cracken von Software als legaler Sport betrieben wird, indem der Cracker den Programmschutz selbstgeschriebener und eigens für diesen Zweck freigegebener Software (CrackMe) aushebelt.
Anmerkungen

“CRACKER – Term given to so-called ‘malicious’ hackers by the original MIT hackers, hoping the media would leave the name ‘hacker’ alone and not damage the original hackers’ pristine, snow-white reputation. Never really got picked up, probably because it sounds a lot like a wheat consumable or a derogatory term for a white hick. While (I think, at least) this is a really lame word, it is occasionally used by those wishing to seem knowledgable. [Comes from ‘cracking’ into systems.]”

„CRACKER: Begriff, der von den ursprünglichen MIT-Hackern vergeben wurde, um sich von sogenannten ‚böswilligen‘ Hackern abzugrenzen, in der Hoffnung, dass die Medien den Begriff ‚Hacker‘ in Ruhe lassen und nicht mehr das bis dahin makellose Ansehen der ursprünglichen Bedeutung des Wortes Hacker beschädigen würden. Er wurde nie wirklich angenommen, vermutlich, weil Cracker sich nach einem Biss in ein knuspriges Weizengebäck anhört oder abwertend klingt wie ein ‚bleicher Hinterwäldler‘. Obwohl er (zumindest meiner Auffassung nach) ein wirklich schwacher Begriff ist, wird er gelegentlich von denen verwandt, die gern sachkundig erscheinen wollen. [Kommt vom ‚Einbrechen‘ in Systeme.]“

Die akademische Hackerkultur unterscheidet sich von der Computersicherheitshackerkultur dahingehend, dass bei der akademischen Hackergemeinschaft die Schaffung neuer und die Verbesserung bestehender Infrastrukturen im Vordergrund steht, insbesondere des eigenen Softwareumfelds. Computersicherheit ist dabei kein relevanter Aspekt. Ein Grundwissen zu Computersicherheit ist allerdings auch in der akademischen Hackergemeinschaft üblich. Zum Beispiel merkte Ken Thompson während seiner Turing-Award-Rede 1983 an, dass es möglich ist, in das UNIX-Login-Programm eine Hintertür einzubauen, sodass es zwar die normalen Passwörter akzeptiert, aber zusätzlich auch ein Generalpasswort. Er nannte dies „Trojanisches Pferd“. Thompson argumentierte, dass man den C-Compiler zur Verschleierung des Ganzen so ändern könnte, dass er beim Übersetzen des Login-Programms diese Hintertür automatisch hinzufügte. Da der C-Compiler selbst ein Programm ist, das mit einem Compiler übersetzt wird, könnte man schließlich diese Compileränderung automatisch beim Übersetzen des Compilers selbst einfügen, ohne dass diese Manipulation noch aus dem Compilerquelltext ersichtlich wäre. Sie wäre somit nur noch in übersetzten Compilern vorhanden und in den übersetzten Programmen ohne irgendeine Spur in der Quelltextbasis zu hinterlassen.
Thompson distanzierte sich aber deutlich von den Tätigkeiten der Computersicherheitshacker:

“I would like to criticize the press in its handling of the 'hackers', the 414 gang, the Dalton gang, etc. The acts performed by these kids are vandalism at best and probably trespass and theft at worst. […] I have watched kids testifying before Congress. It is clear that they are completely unaware of the seriousness of their acts.”

Ein weiterer prominenter Fall zur Überschneidung zwischen diesen beiden Kulturen ist Robert T. Morris, der zur Hackergemeinschaft am „AI“-Rechner des MIT gehörte, trotzdem aber den Morris-Wurm schrieb. Das Jargon File nennt ihn daher „a true hacker who blundered“ („einen echten Hacker, der versagt hat“).
Die akademische Hackergemeinschaft sieht die nebensächliche Umgehung von Sicherheitsmechanismen als legitim an, wenn dies zur Beseitigung konkreter Hindernisse bei der eigentlichen Arbeit getan wird. In besonderen Formen kann so etwas auch ein möglicher Ausdruck von einfallsreicher intellektueller Experimentierfreudigkeit sein. Trotzdem tendieren die Anhänger der akademischen Szene dazu, die Beschäftigung mit Sicherheitslücken negativ zu bewerten und sich davon zu distanzieren. Üblicherweise bezeichnen sie Leute, die dies tun, als Cracker und lehnen jede Definition des Hackerbegriffs grundsätzlich ab, die eine Betonung auf Aktivitäten im Zusammenhang mit der Umgehung von Sicherheitsmechanismen einschließt.
Die Computersicherheitshackerkultur andererseits unterscheidet im Allgemeinen nicht so streng zwischen den beiden Szenen. Sie beschränken die Verwendung des Cracker-Begriffs stattdessen auf ihre Kategorien der „Scriptkiddies“ und „Black-Hat-Hacker“. Aus dem Bereich der Computersicherheit sehen zum Beispiel Teile des CCC die akademische Hackerbewegung als konservative Fraktion einer einzelnen größeren, verwobenen und allumfassenden Hackerkultur.